# Australoheros saquarema
Australoheros saquarema es una especie de peces de la familia Cichlidae en el orden de los Perciformes.

## Morfología
Los machos pueden llegar alcanzar los 8 cm de longitud total.

## Distribución geográfica
Se encuentran en Sudamérica: sureste del Brasil.